# Aleksandre Kaidaraszwili
Aleksandre Kaidaraszwili, gruz. ალექსანდრე ყაიდარაშვილი (ur. 2 listopada 1978 w Tbilisi) – gruziński piłkarz, grający na pozycji napastnika, reprezentant Gruzji.

## Kariera piłkarska

### Kariera klubowa
W 1994 rozpoczął karierę piłkarską w klubie Dila Gori. W 1998 występował w klubach Odiszi Zugdidi i Torpedo Kutaisi, po czym powrócił do Dila Gori.
Na początku 1999 został zaproszony do ukraińskiej Nywy Tarnopol. Podczas przerwy zimowej sezonu 1999/00 w związku z ciężką sytuacją finansową klubu Nywa była zmuszona sprzedać go do Metałurha Zaporoże. Ale zagrać w barwach Metałurha piłkarz nie zdążył, tak jak wkrótce został odsprzedany do Krywbasa Krzywy Róg.
Po zakończeniu rundy jesiennej sezonu 2000/01 powrócił do Gruzji, gdzie został piłkarzem Lokomotiwi Tbilisi. Latem 2003 na pół roku powrócił do Dila Gori, po czym przeszedł do Ameri Tbilisi. W sezonie 2006/07 bronił barw SK Bordżomi, a potem przeniósł się do Mescheti Achalciche. Na początku 2008 powrócił do Lokomotiwi Tbilisi, gdzie zakończył karierę piłkarską.

### Kariera reprezentacyjna
W 1998 rozegrał jedyny mecz w reprezentacji Gruzji.

## Sukcesy i odznaczenia

### Sukcesy klubowe
- brązowy medalista Mistrzostw Ukrainy: 2000
- finalista Pucharu Ukrainy: 2000